# Pira (heráldica)

Pira heráldica.

En heráldica, se llama pira a la pieza honorable con forma triangular con su vértice  situado en la parte central del jefe del escudo y con la base en la punta del mismo. Su base debe poseer unas dimensiones equivalentes a una tercera partes de la anchura del blasón.

Era otorgada a los caballeros por su rectitud.